# Henry Holm
Henry Holm (14. juli 1909 i Neksø—12. februar 2002 i Hjørring) blev uddannet som folkeskolelærer og var i mange år seminarielærer, seminarieforstander og seminarierektor.
Henry Holm tog lærereksamen i 1930 og var efterfølgende kommunelærer i Rønne i 9 år, dog med et års orlov i 1934–35, hvor han tog kursus på Danmarks Lærerhøjskole. 
1939–1957 var Henry Holm lærer på Vordingborg Seminarium, og de sidste 8 år fungerede han også som inspektør. Som bijob var han forstander for den kommunale ungdoms- og aftenskole i perioden 1942–50. 
I sin Vordingborg-tid var Holm radikalt byrådsmedlem 1950-54, og han bestred flere tillidsposter.
I 1957 blev Henry Holm forstander for Hjørring Seminarium. Fra 1959 blev alle seminarieforstandere omklassificeret til seminarierektorer. I 1979 gik han på pension. 
Han har været aktiv i Dansk Seminarieforening, Privatseminarieforeningen og Seminarierådet og været medlem af hovedbestyrelsen for FN-foreningen.
Henry Holm var også lærebogsforfatter, hhv. medforfatter. Hans eftermæle er, at han var den fødte pædagog, og det blev bærer af, at han blev succesrig som seminarielærer og efterfølgende seminarieforstander, -rektor.